# آرثر مورتون (لاعب كريكت)
آرثر مورتون (27 مارس 1882 في المملكة المتحدة - 21 فبراير 1970 بشفيلد في المملكة المتحدة)  (بالإنجليزية: Arthur Morton)‏ هو لاعب كريكت بريطاني (وحمل سابقاً جنسية المملكة المتحدة لبريطانيا العظمى وأيرلندا). لعب مع نادي مقاطعة ديربيشاير للكريكت ‏.